# 11. pehotna brigada (ZDA)
11. pehotna brigada (angleško 11th Infantry Brigade) je bila pehotna brigada Kopenske vojske Združenih držav Amerike.

## Odlikovanja
- 3x Križec viteštva s palmo